# Pulletala
Pulletala (en népalais : पुलेतोला) est un comité de développement villageois du Népal situé dans le district d'Achham. Au recensement de 2011, il comptait 3 148 habitants.